# Маршан, Жиль
Жиль Маршан (фр. Gilles Marchand; род. 18 июня 1963, Марсель, Франция) — французский сценарист и режиссёр.

## Биография
Жиль Маршан родился 18 июня 1963 в Марселе, Франция. Образование получил в парижском Институте кинематографических исследований (IDHEC, сейчас «La femis»), где познакомился Домиником Моллем, Тома Бардин и Лораном Канте, с которыми он в дальнейшем активно сотрудничал.
Первые шаги в кино Жиль Маршан начинал как автор музыки для короткометражного фильма Тома Бардина «Кэролайн и ее друзья». В 1988 году начал карьеру сценариста с дебютного телевизионного фильма Лорана Канте «Кровопийцы» (фр. Les Sanguinaires), в котором также сыграл небольшую роль. В этот же период дебютировал как режиссер, поставив несколько короткометражных лент.
В 2000 году Маршан выступил соавтором сценария (с режиссером Домиником Моллем) фильма «Гарри — друг, который желает вам добра», который боролся за «Золотую пальмовую ветвь» 53-го Международного кинофестиваля в Каннах, а Маршан (с Д. Моллем) в 2001 году номинировался за лучший сценарий на главную французскую кинопремию «Сезар».
Первой полнометражной режиссерской работой Жиля Маршана стал триллер «Кто убил Бэмби?», Вышедший на экраны в 2003 году и попал в отбор в официальную программу Каннского кинофестиваля 2003 года. В 2010 году Маршан срежиссировал свой второй фильм — психологический триллер «Чёрные небеса» с Грегуаром Лепренс-Ренге, Луизой Бургуан, Мельвиль Пупо и Полин Этьен в главных ролях. Эта лента, как и первый фильм режиссера, была также представлена в официальном отборе на Каннском кинофестивале 2010 года.
В 2013 году Жиль Маршан участвовал в написании сценария к фильму Робин Кампильо «Мальчики с Востока» (фильм был номинирован в 2015 году на премию «Сезар» за лучший фильм, лучшую режиссуру, лучшую мужскую роль и перспективному актеру).